# 大塔村立向山小学校深谷分校
大塔村立向山小学校深谷分校（おおとうそんりつ むかいやましょうがっこう ふかたにぶんこう）は、和歌山県西牟婁郡大塔村（現 田辺市）にあった公立小学校である。

## 沿革
- 1879年 - 深谷家庭教育場が開講される[1]。
- 1910年？ - 三川第三尋常小学校深谷分教場となる。なお、昭和62年刊行の大塔村誌には明治45年とある一方で、100周年記念碑には明治43年とある。正しい年代は不明[2]。
- 1919年3月 - 新校舎落成[1][2]。
- 1932年 - 三川第三尋常小学校の第5学級として尋常１～3年生が男子12名女子7名、尋常4～6年生が男子9名女子5名の計33名が在籍する。教員は2名[2]。
- 1933年7月1日 - 本校である三川第三尋常小学校に高等科が併設され開校式が行われ、三川第三尋常高等小学校と改称する。これに伴い三川第三尋常高等小学校深谷分校と改称する[2]。
- 1934年 - 尋常1～6年生計37名が在籍[2]。
- 1935年10月 - 校舎増築完了[1]。
- 1941年4月1日 - 本校である三川第三尋常高等小学校が三川第三国民学校に改称するのに伴い、三川第三国民学校深谷分校に改称する[1][2]。
- 1947年 - 学制改革により本校である三川第三国民学校が三川第三小学校に改称するのに伴い、三川第三小学校深谷分校と改称する[1][2]。
- 1948年4月13日 - 2学級にて入学式と始業式を行う[2]。
- 1949年 - 3学級となる[2]。
- 1956年 - 本校である三川第三小学校が向山小学校と改称するのに伴い、向山小学校深谷分校と改称する[1][2]。
- 1957年 - 新校舎落成。落成式を行う[1]。
- 1978年 - 100周年記念行事を行う[1]。
- 1979年3月31日 - 三川小学校への統合に伴い閉校[1][3]

## 閉校後の利用
校舎跡地は2020年現在、深谷集会所が建てられ利用されている。
また、校舎跡手前に100周年記念碑「創立百周年之碑」が立ち、沿革が刻まれている。

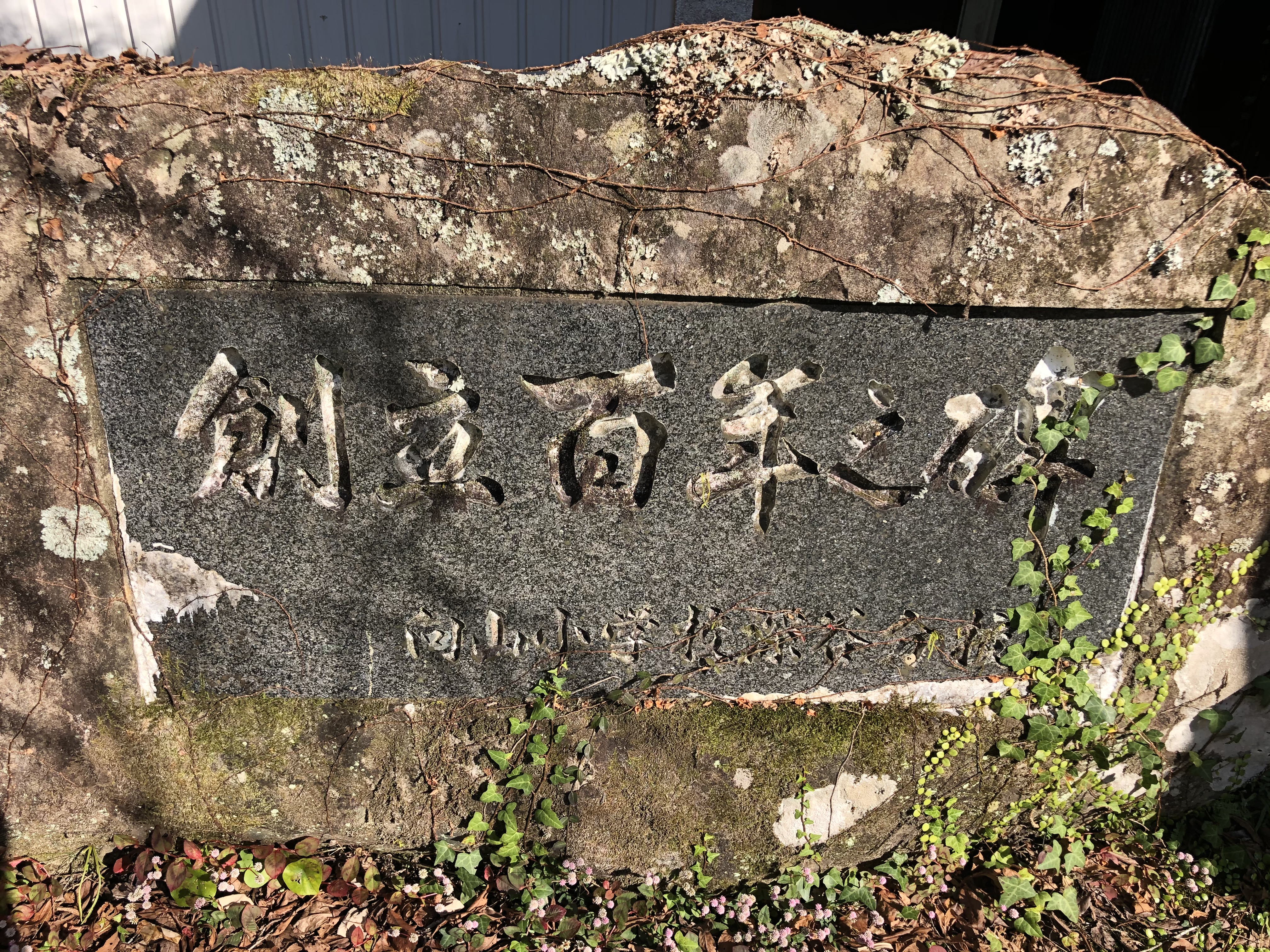
校舎跡地に立つ創立百年之碑